# Frank Zimmermann (Fußballspieler)
Frank Zimmermann (* 17. August 1969) ist ein ehemaliger deutscher Fußballspieler.

## Werdegang
Der Mittelfeldspieler Zimmermann wechselte im Jahre 1987 zum Zweitligisten Arminia Bielefeld. Sein Zweitligadebüt feierte er am 2. April 1988 bei der 0:1-Heimniederlage gegen den SV Darmstadt 98. Es folgte acht weitere Zweitligaspiele, bevor Zimmermann mit der Arminia am Saisonende absteigen musste. In der folgenden Spielzeit wurde Zimmermann mit den Bielefeldern Vizemeister der Oberliga Westfalen, bevor er zum SC Verl wechselte. Später war er noch für den FC Gütersloh und den SC Herford in der Oberliga Westfalen aktiv.